# دونالد بیرد
 دونالد بیرد (انگلیسی: Donald Byrd؛ ۹ دسامبر ۱۹۳۲ – ۴ فوریهٔ ۲۰۱۳) یک موسیقی‌دان اهل ایالات متحده آمریکا بود.